# La Marquise

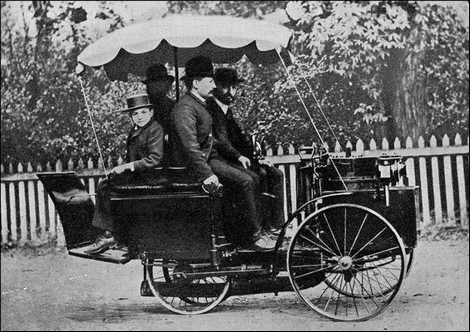
Фотография

La Marquise (официальное название — De Dion-Bouton et Trepardoux, по именам построивших его компаньонов) — старейший из существующих автомобилей. Автомобиль был построен в 1884 году фирмой De Dion-Bouton et Trépardoux и работал на паровом двигателе. Спустя год, в 1885 году, начали производиться бензиновые автомобили.
Автомобиль построен на деньги и под руководством французского плейбоя маркиза Жюля-Альбера де Дьона, несмотря на сопротивление его отца, который юридическими методами пытался помешать сыну тратить деньги на «безумную идею механического транспортного средства».

## Конструкция
Представляет собой четырёхместный квадроцикл на паровой тяге с задним приводом и передними управляемыми колесами. Задняя ось приводилась в движение валами от двух небольших двигателей, пристыкованных к компактному котлу с концентрическими кольцами внутри. Контейнер для угля находился сбоку от котла. В отличие от классических паровозов этот котёл разогревается до парообразования «всего» за 45 минут и требовал долива воды каждые 30 км.
Максимальная скорость, которую удалось развить на «Маркизе», составляла почти 60 км/ч. Так разогнаться удалось на первой в истории человечества автомобильной гонке по маршруту Париж — Версаль в 1887 г. Тридцать два километра в каждую сторону «минилокомотив» преодолел со средней скоростью в 26 км/ч.

## Владельцы

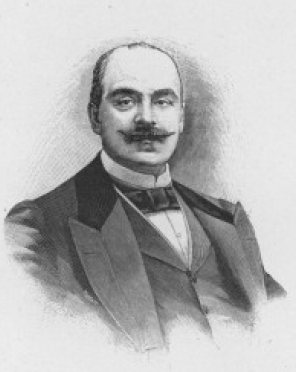
Жюль-Альбер де Дьон — первый владелец

Первым обладателем «La Marquise» был французский аристократ маркиз де Дьон, который принимал участие в его создании. В 1906 году де Дьон продал автомобиль офицеру французской армии Анри Дориолю (Henri Doriol), семья которого владела «La Marquise» до 1987 года. Следующим владельцем стал член британского клуба классических машин Тим Мур (Tim Moore), который восстановил автомобиль и в 1988 году привёл его в полностью рабочее состояние.
В 2007 году «La Marquise» был продан коллекционеру из Техаса Джону О’Куинну (John O’Quinn), который заплатил за него, как сообщалось, 3,63 миллиона долларов. В 2011 году «La Marquise» был выставлен на аукцион наследниками О’Куинна, который умер в 2009 году. 8 октября 2011 года продан на аукционе за 4 миллиона 620 тысяч долларов США. Имя покупателя, который стал пятым обладателем этого автомобиля, не раскрывается.

## Технические характеристики
- Количество колёс: 4
- Количество мест: 4
- Количество водителей: 1
- Вес: 2100 фунтов (около 900 кг)
- Максимальная скорость: 38 миль/час (59 км/ч)
- Время разогрева: 45 мин. (Паровым автомобилям требуется время, пока накопится достаточное для езды количество энергии).
- Тормоза: отсутствуют

## История
- 1882 — маркиз де Дьон предлагает Жоржу Бутону и Шарлю-Арману Трепарду вместе строить автомобиль в Париже.
- 1884 — автомобиль построен. Граф де Дьон оставляет его себе. (Следующие паровые автомобили выпускаются на продажу.)
- 1887 — «Маркиза» проходит трассу Париж-Версаль длиной более 20 миль (32 км) со средней скоростью 16 миль/ч (26 км/ч)
- 1888 — автомобиль развивает среднюю скорость 18 миль/ч (29 км/ч)
- 1906 — де Дион продаёт автомобиль французскому офицеру Анри Дорьолю (Henri Doriol).
- 1906—1987 — автомобилем владеет семья Дорьоль, но не ездит на нём ни разу.
- 1987 — англичанин Мур покупает автомобиль на аукционе в Париже. Затраты Мура на автомобиль, включая стоимость перевозки и хранения, составляют 90 тыс. долларов.
- 1988 — Муру удаётся заставить автомобиль ездить.
- 19 августа 2007 — автомобиль продан на аукционе в Калифорнии. Ожидалось, что его цена составит 1,5-2 млн долларов. В действительности цена составила 3,52 млн долларов .
- 8 октября 2011 года продан на аукционе за 4 миллиона 620 тысяч долларов. Имя покупателя, ставшего пятым владельцем этого автомобиля за всю его историю, аукцион не раскрывает.